# Keketso Rantso
Keketso Rantso foi ministra no Lesoto. Ela serviu como Ministra do Trabalho e Emprego no Lesoto, tendo sido nomeada em junho de 2017.

## Educação e carreira
Rantso completou a sua educação primária na escola primária de Siloe, e obteve o seu certificado do ensino médio na Masentle High School e um Diploma em Estudos de Negócios e Diploma em Estudos de Secretária. Rantso foi eleita Secretária Adjunta da Liga Juvenil do Lesoto para o Congresso para a Democracia em 2003. Em 2005, tornou-se na secretária-geral. Rantso representou o Congresso do Lesoto para a Democracia em 2012 e foi Ministra das Obras Públicas e Transportes. Ela ocupou vários cargos no governo antes de ser nomeada para servir como Ministra do Trabalho e Emprego.